# Jára Sedláček
Jára Sedláček, rodným jménem Jaroslav Sedláček (9. října 1884 Praha-Nové Město – 26. února 1929 Praha), byl český herec a režisér, syn herce Aloise Sedláčka a bratr herečky Anduly Sedláčkové. Hrál komické role ve Vinohradském divadle, v Divadle Vlasty Buriana, ke konci života v Olomouci. Ve filmu začínal u společnosti svého švagra Maxe Urbana ASUM, která natočila několik z velké části ztracených filmů před první světovou válkou. K filmu se vrátil ještě na sklonku života.
Na přelomu 20. a 30. let vydali herci Jaroslav Marvan a Čeněk Šlégl jako vzpomínku na Járu Sedláčka knihu Za oponou. Zemřel v únoru 1929 ve věku pouhých čtyřiceti čtyř let a byl pohřben v rodinném hrobě na Vyšehradském hřbitově.

## Filmografie

### Filmové role
- Dáma s barzojem, 1912 – role neuvedena
- Falešný hráč, 1912 – role neuvedena
- Záhadný zločin, 1912 – role neuvedena
- Rozvedená paní, 1913 – role neuvedena
- Šaty dělají člověka, 1913 – role neuvedena
- Nenávistí k lásce, 1914 – role neuvedena
- Aničko, vrať se!, 1926 – Landův přítel
- Falešná kočička, 1926 – pan Chládek
- Sextánka, 1927 – lékárník

### Filmová režie
- Šaty dělají člověka, 1913

## Poznámka
Některé prameny uvádějí Járu Sedláčka jako herce ve filmu Včera neděle byla z roku 1938 v roli číšníka. Vzhledem k datu jeho úmrtí jde pouze o shodu nebo záměnu jmen. Stejně tak některé prameny uvádějí datum úmrtí v roce 1927, přidržujeme se data uváděného Národním filmovým archivem.